# Ryūho Kikuchi
Ryūho Kikuchi (菊池 流帆?, Kikuchi Ryūho; Kamaishi, 9 dicembre 1996) è un calciatore giapponese, difensore del Machida Zelvia.

## Caratteristiche tecniche
È un difensore centrale.

## Statistiche

### Presenze e reti nei club
Statistiche aggiornate all'8 dicembre 2024.
| Stagione           | Club               | Campionato         | Campionato | Campionato | Coppe nazionali | Coppe nazionali | Coppe nazionali | Coppe continentali | Coppe continentali | Coppe continentali | Altre coppe | Altre coppe | Altre coppe | Totale | Totale |
| Stagione           | Club               | Comp               | Pres       | Reti       | Comp            | Pres            | Reti            | Comp               | Pres               | Reti               | Comp        | Pres        | Reti        | Pres   | Reti   |
| ------------------ | ------------------ | ------------------ | ---------- | ---------- | --------------- | --------------- | --------------- | ------------------ | ------------------ | ------------------ | ----------- | ----------- | ----------- | ------ | ------ |
| 2019               | Renofa Yamaguchi   | J2                 | 35         | 3          | CG              | 2               | 0               | -                  | -                  | -                  | -           | -           | -           | 37     | 3      |
| 2020               | Vissel Kōbe        | J1                 | 14         | 0          | CdL             | 0               | 0               | ACL                | 5                  | 0                  | SG          | 0           | 0           | 19     | 0      |
| 2021               | Vissel Kōbe        | J1                 | 37         | 5          | CG+CdL          | 2+4             | 0               | -                  | -                  | -                  | -           | -           | -           | 43     | 5      |
| 2022               | Vissel Kōbe        | J1                 | 24         | 4          | CG+CdL          | 4+0             | 0               | ACL                | 4                  | 0                  | -           | -           | -           | 32     | 4      |
| 2023               | Vissel Kōbe        | J1                 | 2          | 0          | CG+CdL          | 0               | 0               | -                  | -                  | -                  | -           | -           | -           | 2      | 0      |
| 2024               | Vissel Kōbe        | J1                 | 20         | 2          | CG+CdL          | 5+1             | 0               | ACL                | 3                  | 1                  | SG          | 0           | 0           | 29     | 3      |
| Totale Vissel Kōbe | Totale Vissel Kōbe | Totale Vissel Kōbe | 97         | 11         |                 | 16              | 0               |                    | 12                 | 1                  |             | 0           | 0           | 125    | 12     |
| 2025               | Machida Zelvia     | J1                 | 0          | 0          | CG+CdL          | 0               | 0               | ACL                | 0                  | 0                  | -           | -           | -           | 0      | 0      |
| Totale carriera    | Totale carriera    | Totale carriera    | 132        | 14         |                 | 18              | 0               |                    | 12                 | 1                  |             | 0           | 0           | 162    | 15     |

## Palmarès

### Club

#### Competizioni nazionali
- Supercoppa del Giappone: 1

Vissel Kōbe: 2020
- Campionato giapponese: 2

Vissel Kōbe: 2023, 2024
- Coppa dell'Imperatore: 1

Vissel Kōbe: 2024

### Nazionale
- Universiade: 1

2017